# Cannonball (canción de Supertramp)
«Cannonball» es una canción del grupo británico Supertramp publicada en el álbum de estudio Brother Where You Bound (1985). La canción, que abre el álbum, fue compuesta por Rick Davies en Sol menor. Según el músico: «Lo hice simplemente para ver si podía hacerlo».
La canción fue el último sencillo de Supertramp en alcanzar el top 40 en los Estados Unidos, al entrar en el puesto veintiocho de la lista Billboard Hot 100 en la primavera de 1985. El sencillo alcanzó también el puesto cuatro en la lista Hot Mainstream Rock Tracks y el nueve en la Hot Dance Music/Club Play.
La edición en vinilo de 12" incluyó como cara B una versión instrumental de diez minutos de duración.

## Lista de canciones
Vinilo de 7"
| Cara A |              |          |  |
| N.º    | Título       | Duración |  |
| 1.     | «Cannonball» | 4:47     |  |

| Cara B |                  |          |  |
| N.º    | Título           | Duración |  |
| 1.     | «Even Open Door» | 3:58     |  |

## Personal
- Rick Davies: voz, piano y sintetizador
- Dougie Thomson: bajo
- John Helliwell: saxofón
- Bob Siebenberg: batería
- Marty Walsh: guitarra
- Doug Wintz: trombón

## Posición en listas
| Lista                            | Posición |
| -------------------------------- | -------- |
| Dutch Top 40                     | 35       |
| German Singles Chart             | 60       |
| Swiss Singles Chart              | 25       |
| New Zealand Music Charts         | 50       |
| Billboard Hot 100                | 28       |
| Billboard Mainstream Rock Tracks | 4        |
| Billboard Hot Dance Club Play    | 9        |